# 維蘇威火山纜車

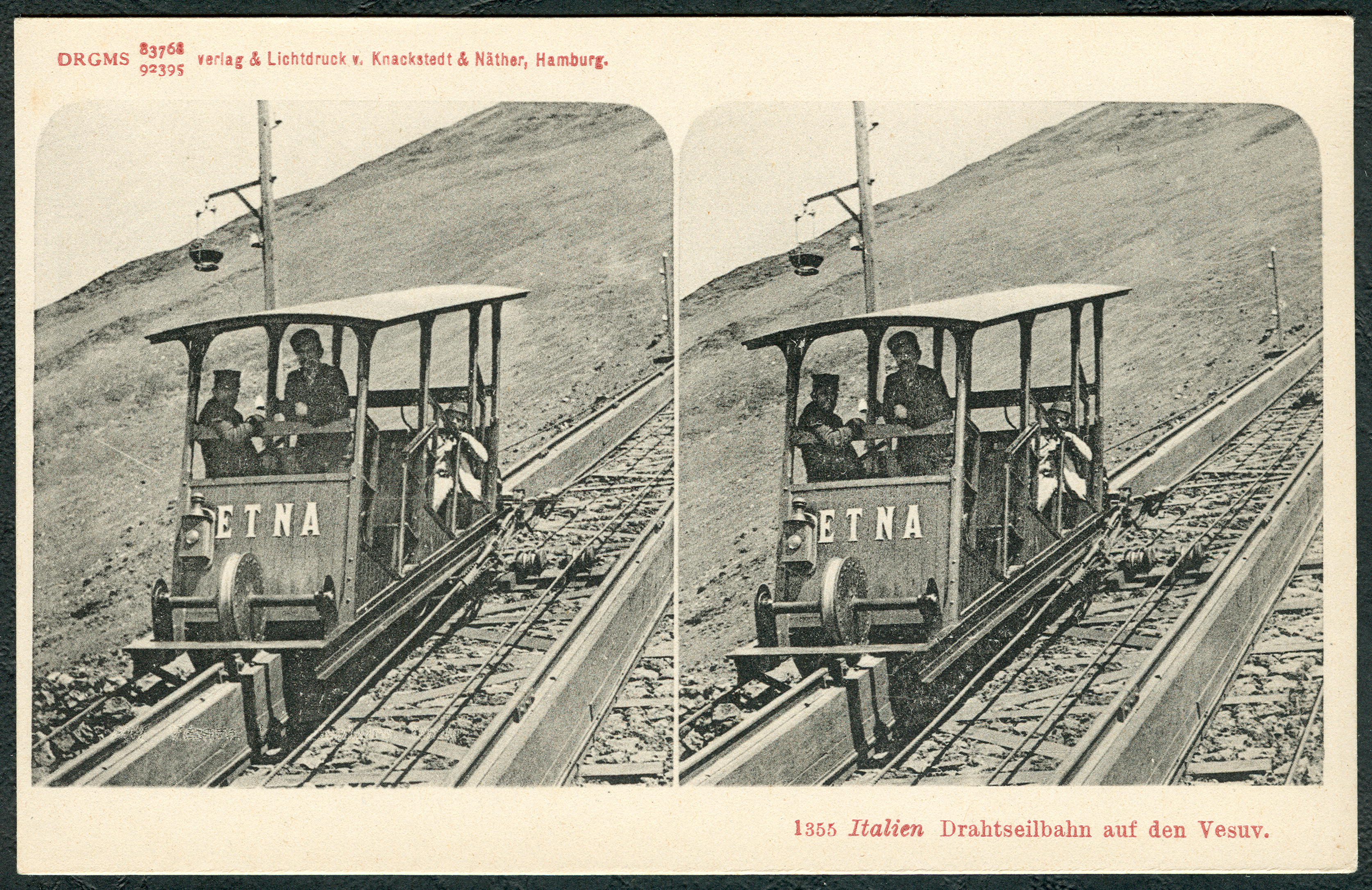
一張20世紀初期的德國明信片裏面的維蘇威火山纜車。

維蘇威火山纜車（義大利語：Funicolare vesuviana）是位於意大利維蘇威火山的往复式地面缆车，1880年通車，1951年拆除。